# Wasil Juchimuk
Wasil Fieadosjewicz Juchimuk (biał. Васіль Феадосьевіч Юхімук, ros. Василий Феодосиевич Юхимук, Wasilij Fieodosijewicz Juchimuk; ur. 26 stycznia 1954 w Łukowie w rejonie małoryckim) – białoruski kołchoźnik i polityk, deputowany do Rady Najwyższej Republiki Białorusi XIII kadencji, w latach 1996–2000 deputowany do Izby Reprezentantów Zgromadzenia Narodowego Republiki Białorusi I kadencji.

## Życiorys

### Młodość i praca
Urodził się 26 stycznia 1954 roku we wsi Łukowo, w rejonie małoryckim obwodu brzeskiego Białoruskiej SRR, ZSRR. W 1981 roku ukończył Białoruską Państwową Akademię Gospodarstwa Wiejskiego, uzyskując wykształcenie inżyniera mechanika. W latach 1977–1989 pracował jako sekretarz podstawowej organizacji partyjnej w kołchozie „1 Maja”. Od 1989 roku pełnił funkcję przewodniczącego kołchozu „17 Września” w rejonie małoryckim. W 1995 roku był członkiem Partii Komunistów Białoruskiej.

### Działalność parlamentarna
W pierwszej turze wyborów parlamentarnych 14 maja 1995 roku został wybrany na deputowanego do Rady Najwyższej Republiki Białorusi XIII kadencji z Małoryckiego Okręgu Wyborczego Nr 28. 9 stycznia 1996 roku został zaprzysiężony na deputowanego. Od 23 stycznia pełnił w Radzie Najwyższej funkcję członka Stałej Komisji ds. Rolnych i Rozwoju Socjalnego Wsi. Należał do frakcji komunistów. Od 3 czerwca był członkiem grupy roboczej Rady Najwyższej ds. współpracy z parlamentem Republiki Mołdawii. Poparł dokonaną przez prezydenta Alaksandra Łukaszenkę kontrowersyjną i częściowo nieuznaną międzynarodowo zmianę konstytucji. 27 listopada 1996 roku przestał uczestniczyć w pracach Rady Najwyższej i wszedł w skład utworzonej przez prezydenta Izby Reprezentantów Zgromadzenia Narodowego Republiki Białorusi I kadencji. Pełnił w niej funkcję członka Stałej Komisji ds. Rolnych. Zgodnie z Konstytucją Białorusi z 1994 roku jego mandat deputowanego do Rady Najwyższej zakończył się 9 stycznia 2001 roku; kolejne wybory do tego organu jednak nigdy się nie odbyły.

## Odznaczenia
- Medal „Za Zasługi w Pracy”[1].

## Życie prywatne
Wasil Juchimuk jest żonaty, ma dwie córki.